# Lijst van rijksmonumenten in Amstelveen (plaats)
De plaats Amstelveen telt 43 inschrijvingen in het rijksmonumentenregister. Hieronder een overzicht.
| Object | Oorspronkelijke functie?  | Bouwjaar                                   | Architect                                         | Locatie                                            | Coördinaten?                  | Nr.?   | Afbeelding |
| --- | ------------------------- | ------------------------------------------ | ------------------------------------------------- | -------------------------------------------------- | ----------------------------- | ------ | --- |
| Wester-Amstel: hoofdgebouw                                                                                     | Kasteel, buitenplaats     | voor 1730                                  |                                                   | Amsteldijk-Noord 55                                | 52° 18' 22" NB, 4° 54' 22" OL | 414343 | Meer afbeeldingen                                                                                              |
| Wester-Amstel: historische tuin- en parkaanleg                                                                 | Tuin, park en plantsoen   | tweede helft van de 17e eeuw               |                                                   | Amsteldijk-Noord bij 55                            | 52° 18' 22" NB, 4° 54' 22" OL | 414344 | Meer afbeeldingen                                                                                              |
| Wester-Amstel: toegangsbrug met pijlers en toeganshek                                                          | Tuin, park en plantsoen   | 18e eeuw                                   |                                                   | Amsteldijk-Noord bij 55                            | 52° 18' 26" NB, 4° 54' 18" OL | 414347 | Meer afbeeldingen                                                                                              |
| Wester-Amstel: tuinkoepel                                                                                      | Bijgebouwen kastelen enz. | ca. 1900                                   |                                                   | Amsteldijk-Noord bij 55                            | 52° 18' 22" NB, 4° 54' 22" OL | 414348 | Meer afbeeldingen                                                                                              |
| Botenhuis Bosbaan met staan-tribune op het dak                                                                 | Sport en recreatie        | 1936                                       | ir. P. van Niftrik                                | Bosbaan 2                                          | 52° 19' 36" NB, 4° 50' 56" OL | 506203 | Meer afbeeldingen                                                                                              |
| Voormalige dienstwoningen springstoffenfabriek                                                                 | Dienstwoning              | 1905                                       | B.J. Ouëndag                                      | Amsteldijk-Zuid 23-28                              | 52° 17' 45" NB, 4° 53' 40" OL | 524283 | Voormalige dienstwoningen springstoffenfabriek                                                                 |
| Voormalige dienstwoningen springstoffenfabriek                                                                 | Dienstwoning              | 1905                                       | B.J. Ouendag                                      | Amsteldijk-Zuid 29-34                              | 52° 17' 45" NB, 4° 53' 38" OL | 524284 | Voormalige dienstwoningen springstoffenfabriek                                                                 |
| Voormalige dienstwoningen springstoffenfabriek                                                                 | Dienstwoning              | 1905                                       | B.J. Ouendag                                      | Amsteldijk-Zuid 35-40                              | 52° 17' 45" NB, 4° 53' 36" OL | 524285 | Voormalige dienstwoningen springstoffenfabriek                                                                 |
| Woonblok van twee dubbele woonhuizen in Amsterdamse School-stijl, met elkaar verbonden door een dubbele garage | Woonhuis                  | ca. 1928                                   | A.J. Ingwersen                                    | Amsterdamseweg 60, 62, 64, 66                      | 52° 18' 24" NB, 4° 50' 49" OL | 524290 | Woonblok van twee dubbele woonhuizen in Amsterdamse School-stijl, met elkaar verbonden door een dubbele garage |
| Bankgebouw, voormalige Incassobank met directeurswoning en bovenwoning                                         | Handel en kantoor         | 1938                                       | bureau Jan Gratama en Dinger                      | Amsterdamseweg 419, 421, 421a                      | 52° 18' 57" NB, 4° 51' 24" OL | 524291 | Meer afbeeldingen                                                                                              |
| Uitstroomgoot met uitwateringsluis t.b.v. gemaal van de Noorder Legmeer en Thamerpolder                        | Waterkering en -doorlaat  | 1884                                       | waarschijnlijk ingenieursbureau W.C. en K. de Wit | Hollandsedijk 2                                    | 52° 14' 33" NB, 4° 51' 4" OL  | 524292 | Uitstroomgoot met uitwateringsluis t.b.v. gemaal van de Noorder Legmeer en Thamerpolder                        |
| Transformatorhuisje                                                                                            | Nutsbedrijf               | 1918                                       | J.B van Loghem                                    | Kruitmolen tegenover 21                            | 52° 17' 36" NB, 4° 53' 16" OL | 524293 | Transformatorhuisje                                                                                            |
| Boerderij "Het zwarte koetje"                                                                                  | Boerderij                 | 1879                                       |                                                   | Bovenkerkerweg 96                                  | 52° 16' 20" NB, 4° 50' 20" OL | 524294 | Boerderij "Het zwarte koetje"                                                                                  |
| Houtzaagmolen "De Dikkert"                                                                                     | Industrie- en poldermolen | 1896                                       |                                                   | Amsterdamseweg 104A                                | 52° 18' 30" NB, 4° 50' 51" OL | 527661 | Meer afbeeldingen                                                                                              |
| Buitenplaats "Oostermeer", incl. theekoepel, landhuis met dienstgebouwen, ijzerhek, koepel en park             | Kasteel, buitenplaats     | 1728 (theekoepel)                          |                                                   | Amsteldijk-Noord 36, 37, 38                        | 52° 18' 10" NB, 4° 54' 3" OL  | 8117   | Meer afbeeldingen                                                                                              |
| Boerderij "Nooit Gedacht", dwarshuis                                                                           | Boerderij                 | 17e eeuw                                   |                                                   | Amsteldijk-Noord 93                                | 52° 18' 52" NB, 4° 54' 18" OL | 8119   | Meer afbeeldingen                                                                                              |
| Boerderij "Oud Mijl", hoge topgevel                                                                            | Boerderij                 | 18e eeuw                                   |                                                   | Amsteldijk-Noord 147                               | 52° 19' 13" NB, 4° 54' 12" OL | 8120   | Meer afbeeldingen                                                                                              |
| Hoeve "Sloterdijk" en zomerhuis                                                                                | Boerderij                 | 17e eeuw (boerderij), 19e eeuw (zomerhuis) |                                                   | Amsteldijk-Noord 165                               | 52° 19' 16" NB, 4° 53' 49" OL | 8121   | Meer afbeeldingen                                                                                              |
| Mijlpaal, obelisk, banne van Amsterdam                                                                         | Verkeersobject            | 1625                                       |                                                   | Amsteldijk-Noord, nabij 65                         | 52° 18' 34" NB, 4° 54' 17" OL | 8122   | Meer afbeeldingen                                                                                              |
| Banpaal | Verkeersobject            | 1559                                       |                                                   | Amsterdamseweg bij 212                             | 52° 18' 49" NB, 4° 50' 50" OL | 8140   | Meer afbeeldingen                                                                                              |
| Springstoffenfabriek: laboratorium                                                                             | Industrie                 | 1910                                       | B.J. Ouendag                                      | De Oude Molen 1                                    |                               | 511965 | Meer afbeeldingen                                                                                              |
| Springstoffenfabriek: watertoren                                                                               | Industrie                 | 1895                                       |                                                   | De Oude Molen 1                                    |                               | 511967 | Meer afbeeldingen                                                                                              |
| Springstoffenfabriek: werkplaats annex timmerfabriek                                                           | Industrie                 | 1913                                       | B.J. Ouendag                                      | De Oude Molen 1a                                   |                               | 511968 | Springstoffenfabriek: werkplaats annex timmerfabriek                                                           |
| Springstoffenfabriek: salpeter- en katoenmagazijn                                                              | Industrie                 | 1903                                       |                                                   | De Oude Molen 1b                                   |                               | 511969 | Springstoffenfabriek: salpeter- en katoenmagazijn                                                              |
| Springstoffenfabriek: salpetermagazijn                                                                         | Industrie                 | 1896                                       | B.J. Ouenda                                       | De Oude Molen 1c                                   |                               | 511970 | Upload foto |
| Springstoffenfabriek: salpeterzuurgebouw                                                                       | Industrie                 | 1918-1920                                  | J.F. Klinkhamer                                   | De Oude Molen 2                                    |                               | 511971 | Springstoffenfabriek: salpeterzuurgebouw                                                                       |
| Springstoffenfabriek: salpeterzuurgebouw                                                                       | Industrie                 | 1907                                       | B.J. Ouendag                                      | De Oude Molen 2                                    |                               | 511972 | Springstoffenfabriek: salpeterzuurgebouw                                                                       |
| Springstoffenfabriek: magazijn                                                                                 | Industrie                 | 1925                                       | Rigter en Van Bronkhorst                          | De Oude Molen 4                                    |                               | 511973 | Springstoffenfabriek: magazijn                                                                                 |
| Springstoffenfabriek: koestal en wagenschuur                                                                   | Industrie                 | 1913                                       |                                                   | De Oude Molen 5                                    |                               | 511974 | Springstoffenfabriek: koestal en wagenschuur                                                                   |
| Springstoffenfabriek: kapberg                                                                                  | Industrie                 | 1913                                       | B.J. Ouendag                                      | De Oude Molen 5                                    | 52° 17' 38" NB, 4° 53' 24" OL | 511975 | Meer afbeeldingen                                                                                              |
| Springstoffenfabriek: dienstwoningen                                                                           | Industrie                 | 1940                                       |                                                   | Amsteldijk Zuid 59                                 |                               | 511976 | Meer afbeeldingen                                                                                              |
| Springstoffenfabriek: dienstwoningen                                                                           | Dienstwoning              | 1939-1940                                  |                                                   | Kruitmolen 2                                       |                               | 511977 | Meer afbeeldingen                                                                                              |
| Springstoffenfabriek: dienstwoningen                                                                           | Dienstwoning              | 1935-1945                                  |                                                   | Kruitmolen 6                                       |                               | 511978 | Meer afbeeldingen                                                                                              |
| Springstoffenfabriek: buskruitmolen                                                                            | Industrie                 | 1718                                       |                                                   | Amsteldijk Zuid 54                                 |                               | 511979 | Meer afbeeldingen                                                                                              |
| Oostermeer | Kasteel, buitenplaats     | 1728                                       |                                                   | Amsteldijk Noord 37                                |                               | 530662 | Meer afbeeldingen                                                                                              |
| Oostermeer: historische tuin - en parkaanleg                                                                   | Tuin, park en plantsoen   | 1728                                       |                                                   | Amsteldijk Noord bij 37                            |                               | 530663 | Meer afbeeldingen                                                                                              |
| Oostermeer: linker bouwhuis                                                                                    | Bijgebouwen kastelen enz. | 1728                                       |                                                   | Amsteldijk Noord 36                                |                               | 530664 | Meer afbeeldingen                                                                                              |
| Oostermeer: rechter bouwhuis                                                                                   | Bijgebouwen kastelen enz. | 1728                                       |                                                   | Amsteldijk Noord 38                                |                               | 530665 | Meer afbeeldingen                                                                                              |
| Oostermeer: toegangsbrug met keer- en kademuren met balustrade                                                 | Tuin, park en plantsoen   | 1728                                       |                                                   | Amsteldijk Noord bij 37                            |                               | 530666 | Meer afbeeldingen                                                                                              |
| Oostermeer: inrijhek                                                                                           | Tuin, park en plantsoen   | 1728                                       |                                                   | Amsteldijk Noord bij 37                            |                               | 530667 | Meer afbeeldingen                                                                                              |
| Oostermeer:theekoepel                                                                                          | Tuin, park en plantsoen   | tweede helft 18e eeuw                      |                                                   | Amsteldijk Noord bij 37                            |                               | 530668 | Meer afbeeldingen                                                                                              |
| Oostermeer: tuinmuur                                                                                           | Tuin, park en plantsoen   | eind 18e of begin 19e eeuw                 |                                                   | Amsteldijk Noord bij 37                            |                               | 530669 | Meer afbeeldingen                                                                                              |
| Oostermeer: werkplaats/stal                                                                                    | Bijgebouwen kastelen enz. | eind 18e of begin 19e eeuw                 |                                                   | Amsteldijk Noord bij 37                            |                               | 530670 | Upload foto |
| Jac. P. Thijssepark                                                                                            | Tuin, park en plantsoen   | begin 20e eeuw                             |                                                   | Zuidelijke Hoornsloot/Pr. Irenelaan/Amsterdamseweg |                               | 532027 | Meer afbeeldingen                                                                                              |
| Kruiskerk | Kerk                      | 1949-1950                                  | Marius Duintjer                                   | Van der Veerelaan 30a                              |                               | 530844 | Meer afbeeldingen                                                                                              |